# مقاطعة أودرين (ميزوري)
مقاطعة أودرين (بالإنجليزية: Audrain County)‏ هي إحدى المقاطعات في ولاية ميزوري في الولايات المتحدة الأمريكية.